# Linked Out
Cet article concerne un voilier dont le nom de course est Vulnerable. Pour l'autre voilier appelé Vulnerable, voir For People.
Nat'Che, de son nom de baptême, devenu Advens for Cybersecurity, puis Linked Out (stylisé LinkedOut ), puis For The Planet, puis Vulnerable, est un voilier monocoque de 60 pieds conçu pour la course au large, répondant aux normes de la classe Imoca, lancé en 2019. C'est l'un des huit Imoca construits pour le Vendée Globe 2020-2021, avec Charal, Apivia, Arkéa Paprec, Corum L'Épargne, DMG Mori, Hugo Boss et L'Occitane en Provence.
Mené par Thomas Ruyant et Morgan Lagravière, Linked Out remporte la Transat Jacques-Vabre 2021. Barré par Thomas Ruyant, il remporte la Route du Rhum 2022.
En 2023, sous le nom de For The Planet, l'Imoca est barré par Sam Goodchild. En 2024, toujours barré par Sam Goodchild, il devient Vulnerable — nom donné en même temps au deuxième bateau de l'écurie TR Racing.

## Historique

### Conception

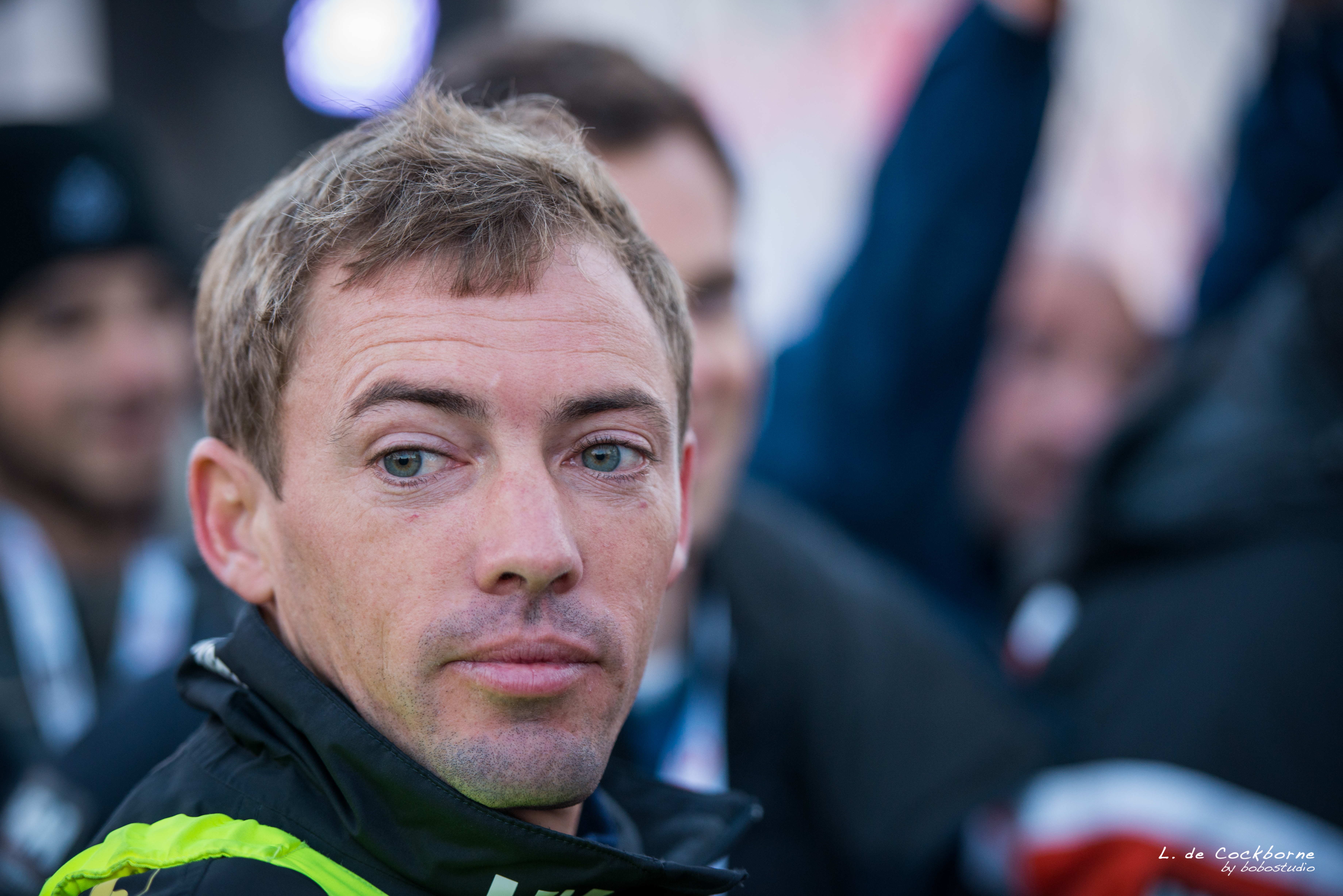
Thomas Ruyant.

Thomas Ruyant a gagné la Route du Rhum 2010 sur un plan Verdier (le Class40 Destination Dunkerque) et couru le Vendée Globe 2016-2017 sur un plan Verdier (Le Souffle du Nord). C'est donc tout naturellement qu'il sollicite Guillaume Verdier pour la conception d'un nouvel Imoca devant lui permettre de participer au Vendée Globe 2020-2021.
Verdier travaille depuis un an déjà sur un projet Open Sixty destiné à The Ocean Race, course autour du monde en équipage. Il va s'appuyer sur ce projet, en gardant quasiment le dessin de carène et en adaptant le plan de pont aux exigences d'un navigateur solitaire.
En février 2018, Ruyant crée sa propre écurie, TR Racing. Il lance le chantier avant même d'avoir trouvé des partenaires financiers. Le bateau est construit en grande partie chez Persico Marine, à Bergame, en Italie,. Originaire de Dunkerque, Ruyant réussit à convaincre 12 entrepreneurs et organismes du département du Nord d'investir dans son projet.
Le bateau est plus étroit que ceux du Vendée Globe 2016, et plus volumineux devant. Le cockpit s'inspire de celui de Gitana 16. Le franc-bord est bas, pour descendre le centre de gravité. Le plan de voilure est reculé, « très inspiré des multicoques ». Les voiles d'avant sont plus petites et plus plates, « mieux adaptées aux angles que nous serons amenés à choisir en appui sur nos foils », dit Ruyant.
Les foils sont plus puissants. Ils sont très longs (plus de 3,50 m une fois sortis) et très fins. La forme en s permet « de basculer le foil vers le haut quand il est rentré, et horizontalement quand il est sorti ». Et sa puissance peut être adaptée, grâce à un réglage du rake.

### Advens for Cybersecurity(2019)
Le bateau, baptisé Nat'Che, est mis à l'eau à Lorient, son port d'attache, le 7 septembre 2019. Les 12 investisseurs du Nord en sont propriétaires. Le budget de fonctionnement pour la Transat Jacques-Vabre 2019 est assuré par la société Advens,, qui donne son nom de course au bateau : Advens for Cybersecurity.

#### Défi Azimut 2019
La première confrontation est le Défi Azimut, à Lorient, fin septembre. Deux des trois actes de ce rendez-vous se courent en double. Ce qui permet aux Imoca de se tester et à leurs équipiers de trouver leurs repères, à quelques semaines de la Transat en double Jacques-Vabre. Thomas Ruyant choisit pour coéquipier Antoine Koch, architecte naval de formation, qui a participé à la conception du bateau. Advens termine 16e des 48 Heures de ce Défi Azimut 2019.

#### Transat Jacques-Vabre 2019
La Transat Jacques-Vabre s'élance du Havre le 27 octobre 2019. Peu après le départ, Advens est victime d'un problème de vérin de pilote automatique. Il fait une escale technique de quatre heures à Cherbourg. Il reprend la course à la 29e et dernière place, avec 150 milles de retard sur les premiers.
Ruyant et Koch optent pour la route ouest, qui ne va pas se révéler payante : la bascule de vent attendue ne vient pas. Le 31 octobre, les bateaux qui ont pris cette option y renoncent. Ils font route sud. Advens est maintenant 20e.
Le 4 novembre, il est remonté à la 11e place. Le 8 novembre, en sortant du Pot au noir, il est 7e, puis 6e. Le 9 novembre, Ruyant et Koch sont 5es. Le 10 novembre, ils prennent la 4e place à Charlie Enright et Pascal Bidégorry (11th Hour Racing).
Ils terminent la course le jour même dans cette position, mais en oubliant de respecter une marque de parcours à l'entrée de la baie de Tous les Saints. Deux jours plus tard, le jury leur inflige une pénalité de deux heures, ce qui les rétrograde à la 5e place.

### Linked Out(2020-2022)

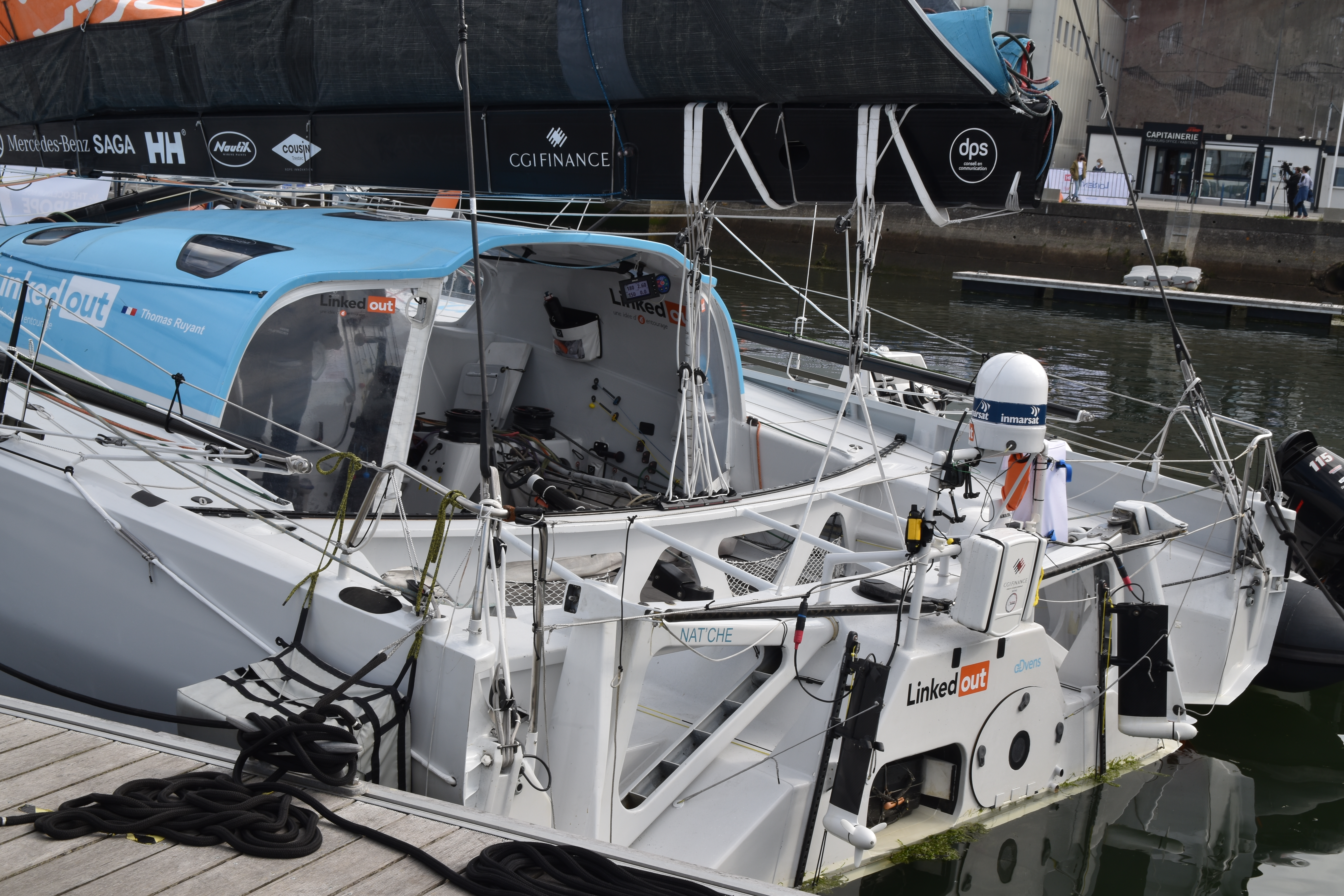
La « casquette », qui protège le cockpit. Le tableau arrière.

En janvier 2020, commence un chantier d'hiver, qui apporte d'importants changements. Une partie de la structure est renforcée, par précaution. L'espace de vie est repensé (siège sur mesure placé dos à la route, « position des écrans orientables et pivotants, instrumentation »). Une nouvelle technologie embarquée apparaît.
Les foils se sont montrés performants sur la Transat Jacques-Vabre. Le bateau sortait de l'eau avec facilité. Mais il accusait un manque de stabilité en sustentation : les foils — qui avaient pourtant des fences pour limiter la cavitation — décrochaient un peu trop vite. Pour gagner en stabilité, les fences sont « épaissis », tandis que le tip est également épaissi, et légèrement coupé.

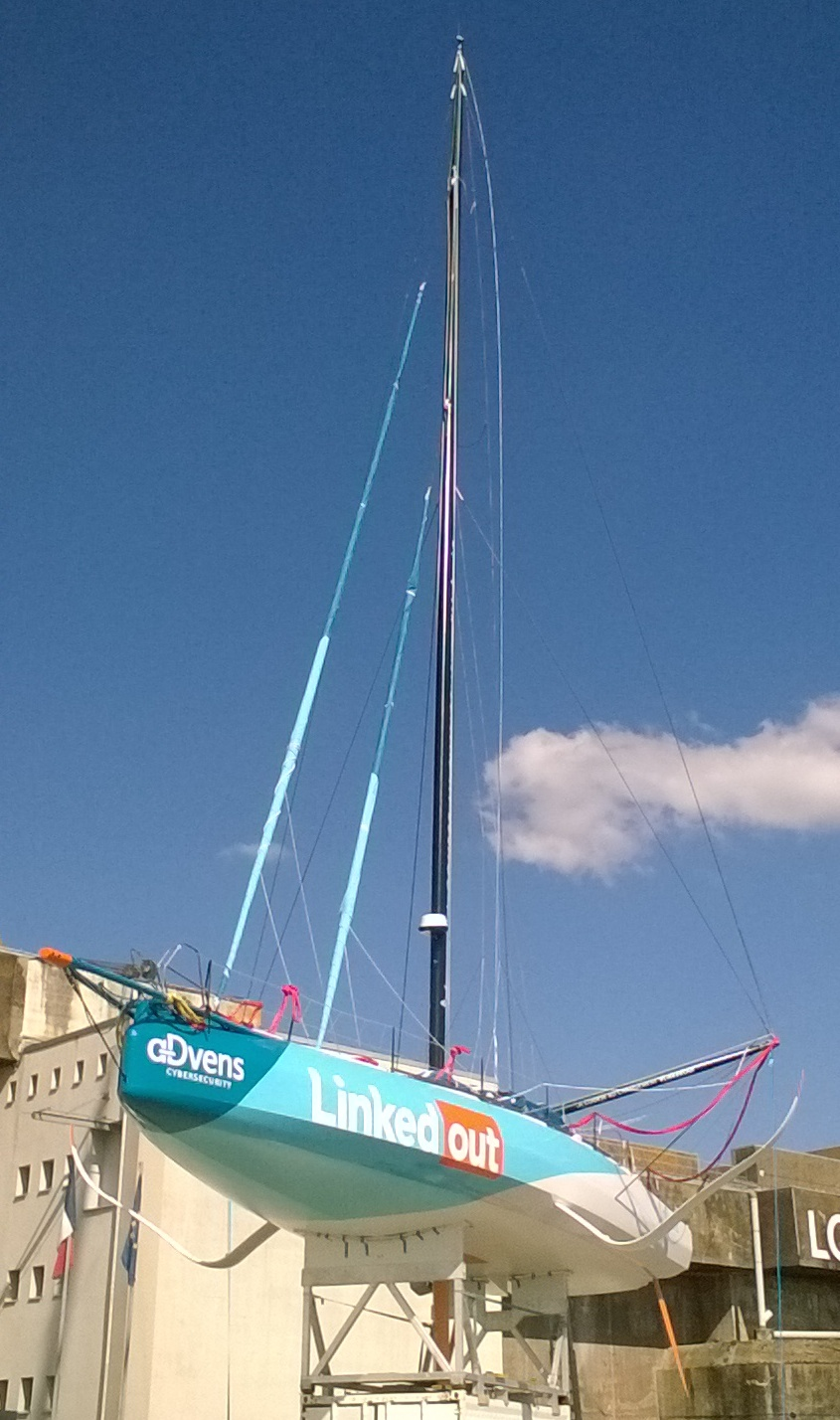
20 juillet 2020. Linked Out à Lorient avant son chantier d'été, où il sera équipé de nouveaux foils.

En avril 2020, Advens annonce qu'il reste le partenaire principal, tout en offrant « le nom et la visibilité de son bateau à Linked Out, le réseau de ceux qui n’en ont pas » : Linked Out est un réseau numérique mis à la disposition des personnes précaires. L'Imoca Advens for Cybersecurity devient donc Linked Out. Le 19 mai, il est remis à l'eau.

#### Vendée-Arctique-Les Sables-d'Olonne 2020
En juillet, la Vendée-Arctique-Les Sables-d'Olonne 2020 propose une empoignade spectaculaire entre le Linked Out de Ruyant, l'Apivia de Charlie Dalin et le Charal de Jérémie Beyou, qui s'emparent tour à tour de la première place tout au long de la course. Linked Out enroule en tête la première marque, au sud-ouest de l'Islande. Il termine la course 3e. « Intense, dit Ruyant, est l’adjectif qui qualifiera le mieux cette course. C’était étonnant, je n’ai jamais fait une course aussi longue avec autant de rebondissements, de coups à faire, de choses à voir, de choses à faire, d’allures, de voiles différentes, de changements de classement. C’était vraiment l’ascenseur à tous les niveaux, niveau météo, émotionnel et jusqu’à l’arrivée. »
En août, Linked Out reçoit de nouveaux foils, sans fences. « Ces nouveaux appendices, dit Ruyant, grandement développés par Antoine Koch et le cabinet de Guillaume Verdier vont, en résumé, pousser plus, et graviter moins. Nous conserverons les hautes vitesses plus longtemps, avec une plus grande stabilité. C’est fondamental pour un tour du monde ; être capable de conserver longtemps des moyennes élevées. » En septembre, Linked Out se classe 9e sur 17 dans les 48 Heures du Défi Azimut.

#### Vendée-Globe 2020-2021
Le départ du Vendée Globe 2020-2021 est donné le 8 novembre 2020. Au sud du tropique du Cancer, au septième jour de course, les foilers trouvent, avec des alizés modérés et une mer calme, des conditions favorables pour glisser et « voler » en route directe vers le Pot au noir. Linked Out profite de ces conditions météo (15 nœuds de vent et une houle inférieure à deux mètres) pour établir une première performance : 508,2 milles en 24 heures, le 16 novembre (c'est la plus grande distance parcourue en 24 heures depuis le début de la course, avec 20 milles de plus que les meilleurs des concurrents).
Dans la nuit du 24 au 25 novembre, au nord-ouest de l'île Tristan da Cunha, le foil bâbord se fissure. Le puits de foil est sain, il n'y a pas de voie d'eau, mais la structure même de l'appendice est touchée. Le risque de cassure fait craindre qu'un morceau brisé percute le bateau et crée des dommages graves. Thomas Ruyant scie donc une partie du foil pour éviter un tel accident et poursuit sa course amputé d'environ un tiers du foil bâbord. Le 28 janvier 2021, à 40 milles de l'arrivée, Ruyant casse son bout-dehors. Linked Out franchit la ligne en 4e position, après 80 jours, 15 heures, 22 minutes et 1 seconde de mer. Il est classé 6e, en raison de bonifications accordées aux concurrents ayant participé aux recherches du naufragé Kevin Escoffier.

#### 2021

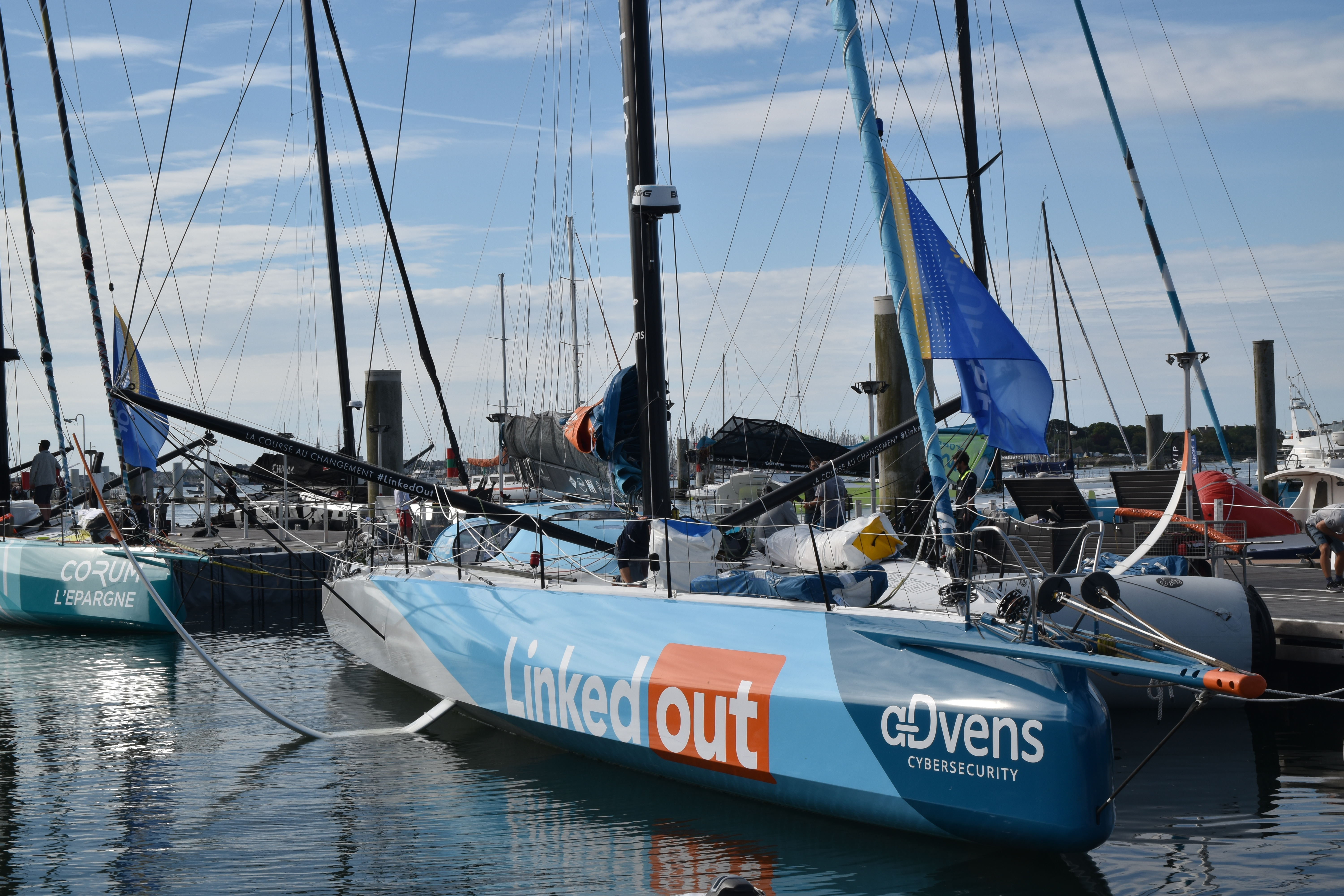
Linked Out à Lorient, la veille du départ de The Ocean Race Europe 2021.

En 2021, la première édition de The Ocean Race Europe, course en équipage, fait se côtoyer des VO65 et des Imoca, avec des classements séparés. C'est la première fois que des Imoca courent en équipage. Skippé par Thomas Ruyant et Morgan Lagravière, Linked Out termine 3e sur 5 Imoca.
En septembre, Linked Out, mené par Thomas Ruyant et Morgan Lagravière, se classe 3e sur 14 dans les 48 Heures du Défi Azimut. En novembre, à bord de Linked Out, Ruyant et Lagravière remportent la Transat Jacques-Vabre.

#### 2022
En juin 2022, barré par Thomas Ruyant, Linked Out termine 3e de la Vendée-Arctique. En septembre, il est 2e des 48 Heures du Défi Azimut. En novembre, il remporte la Route du Rhum.

### For The Planet(2023)

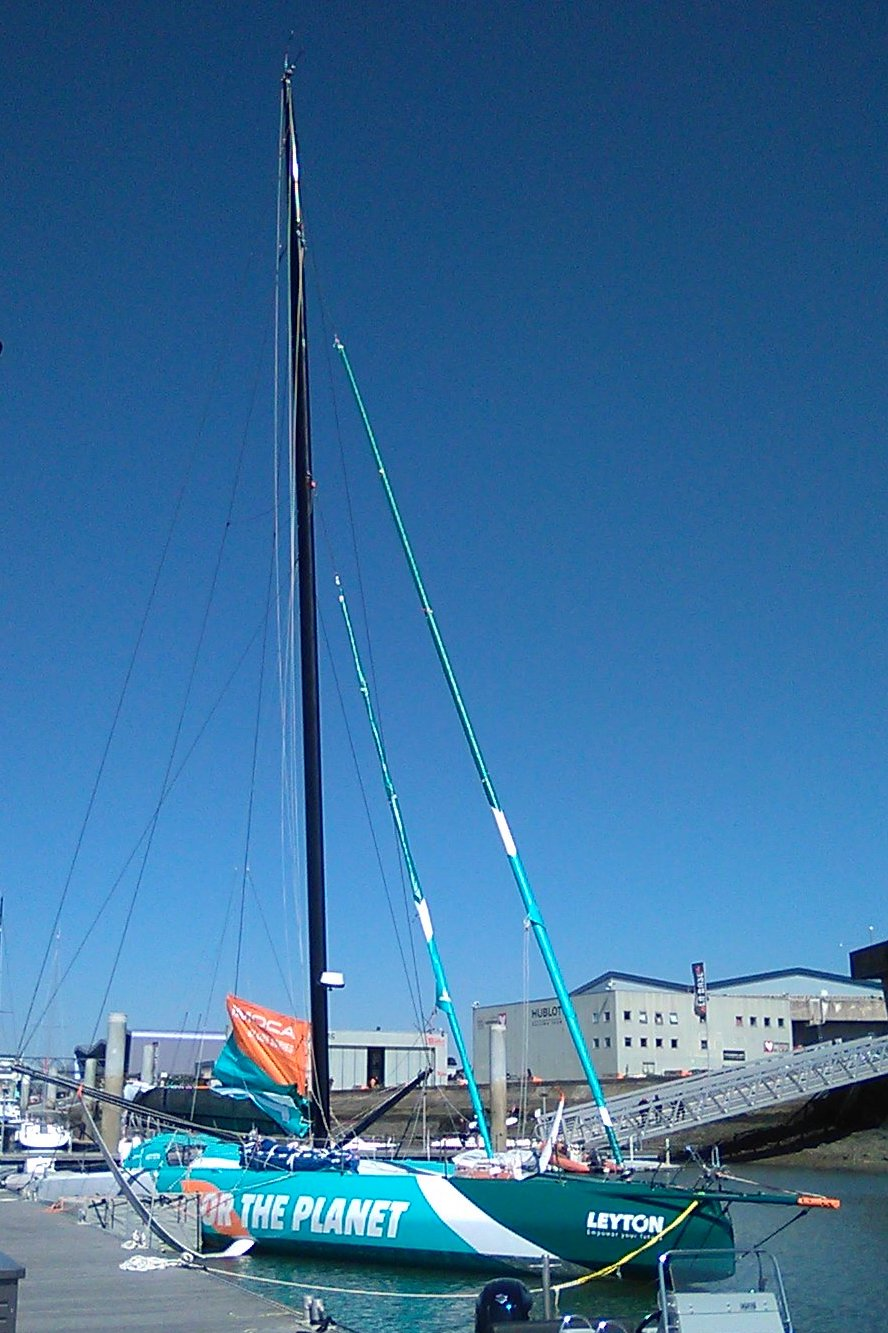
For the Planet à Lorient, en avril 2023.

En avril 2021, Advens et le TR Racing lancent un projet de nouvel Imoca, Advens 2. En février 2023, Leyton, jusque-là sponsor de l'Ocean Fifty Leyton de Sam Goodchild, entre dans le projet d'Advens, qui devient un projet à deux Imoca : Linked Out ne sera pas vendu. Il reste, tout comme Advens 2, la propriété à titre personnel d'Alexandre Fayeulle, président d'Advens. Mais les frais de fonctionnement des deux bateaux vont être partagés entre Advens et Leyton. Le TR Racing de Ruyant intègre les techniciens du Leyton Sailing Team pour former une équipe de 30 personnes. Locaux, bureau d'étude, outillage, logistique, moyens humains, tout est mutualisé, afin de ramener les frais de fonctionnement annuels à trois millions d'euros par bateau, ce qui représente une économie de 10 à 15 %,.
Sam Goodchild entre dans le TR Racing, et devient le skipper de Linked Out, qui s'appelle désormais For The Planet. Thomas Ruyant va être le skipper d'Advens 2, qui prend pour nom de course For People.

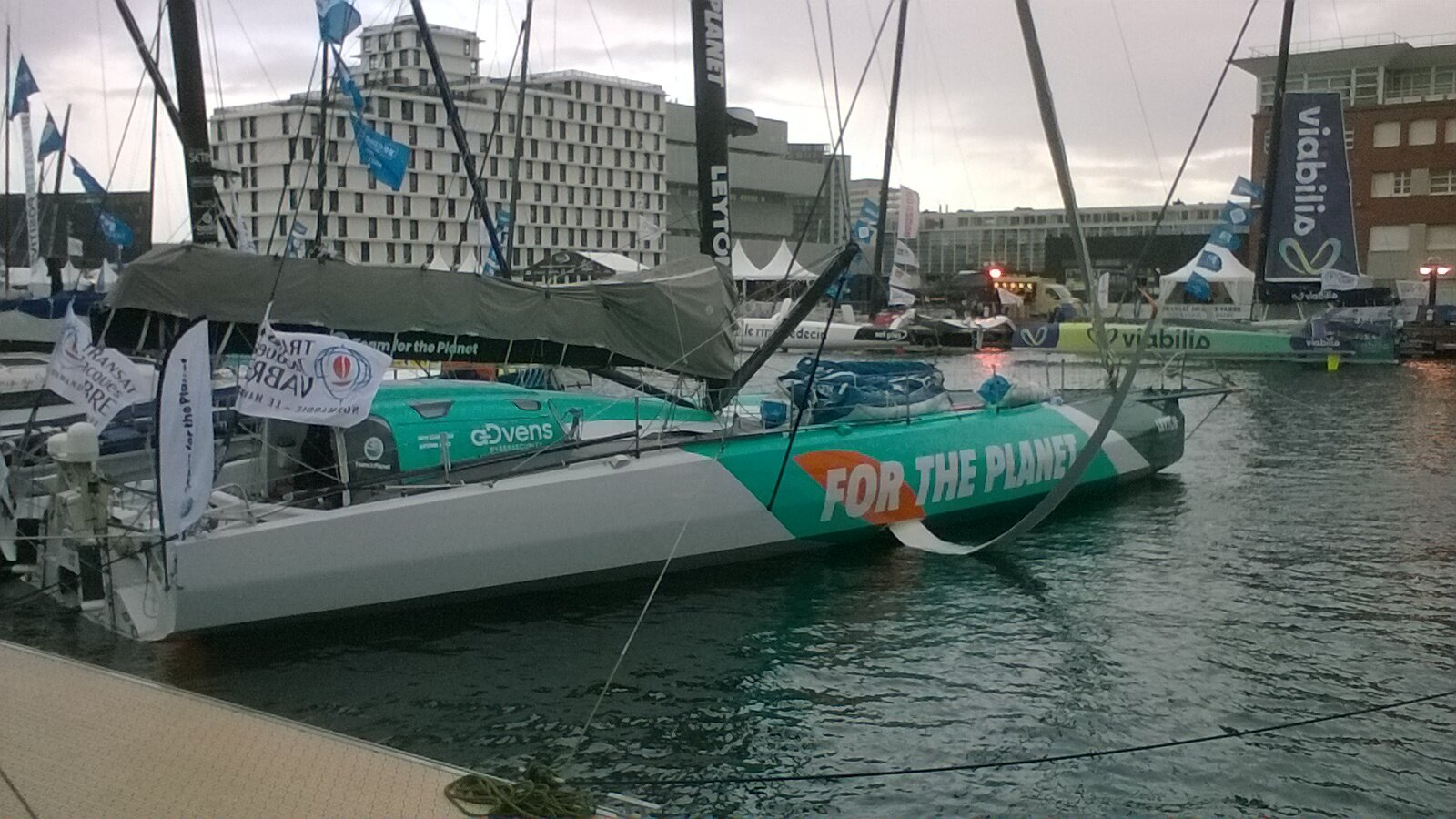
For the Planet au Havre, avant le départ de la Transat Jacques-Vabre 2023.

En mai 2023, barré par Sam Goodchild et Antoine Koch, For The Planet est 3e de la Bermudes 1000 Race. En juillet, barré par le même duo, il est 3e sur 29 Imoca dans la Fastnet Race. En septembre, mené par Goodchild et Ruyant, il est 3e des 48 Heures du Défi Azimut. En novembre, le duo Goodchild-Koch se reforme pour la Transat Jacques-Vabre. For The Planet termine 3e sur 40 Imoca. En décembre, Goodchild est 3e sur 32 dans la course en solitaire Retour à la Base.

### Vulnerable(depuis 2024)

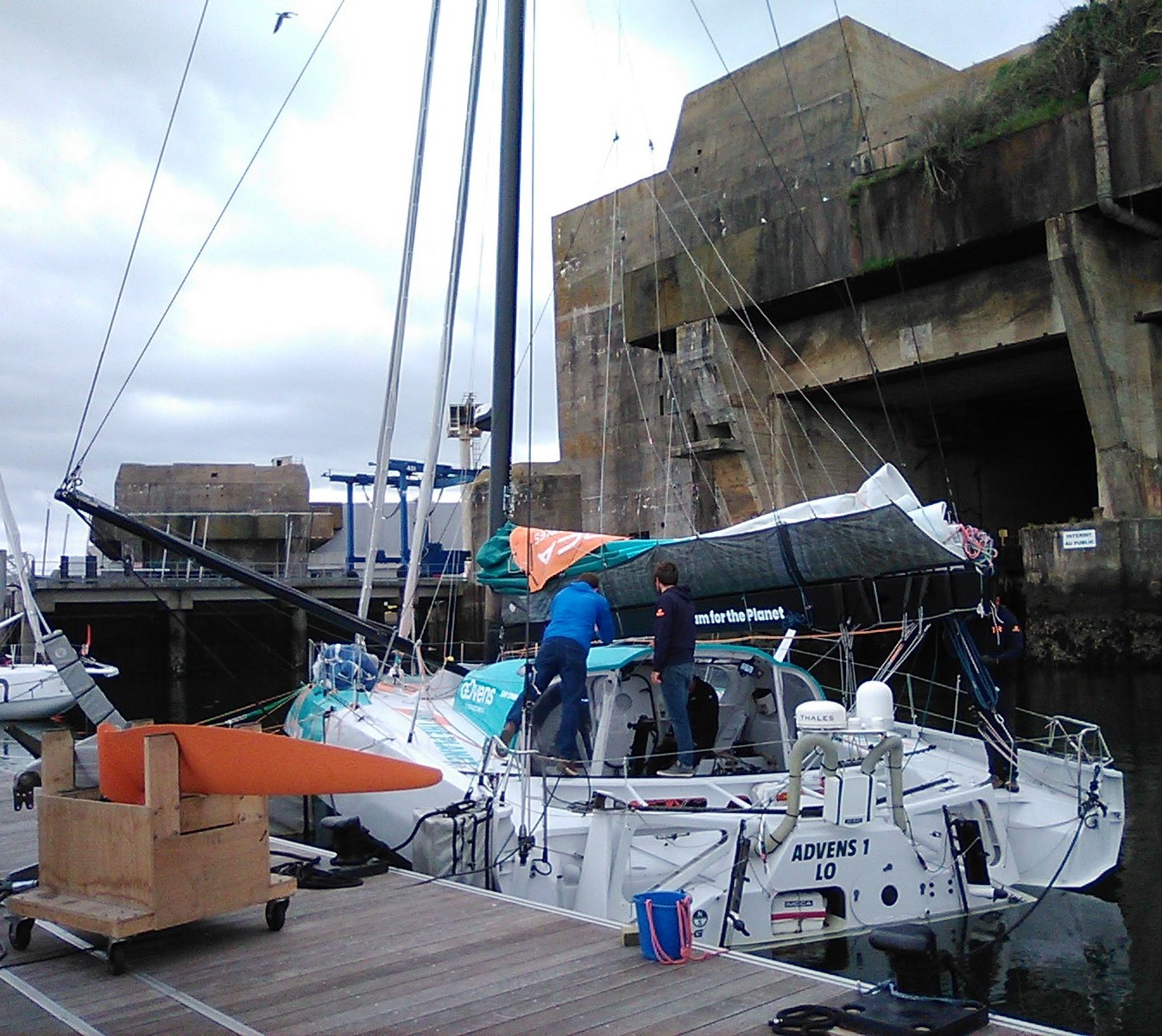
Vulnerable à Lorient en avril 2024.

Le 24 avril 2024, les deux bateaux du TR Racing changent de nom. Ils s'appellent tous deux Vulnerable. Leyton n'est plus co-partenaire du projet. Alexandre Fayeulle annonce qu'Advens 1 sera vendu après le Vendée Globe, et qu'un Advens 3 « est à l'étude ».
Le 6 juin, dans la New York-Vendée-Les Sables-d'Olonne, le Vulnerable de Goodchild se trouve en 4e position lorsqu'il démâte à 150 milles dans le sud-est de l'île Santa Maria. Il gagne São Miguel sous gréement de fortune. De là, il est remorqué jusqu'à Lorient. Armel Tripon accepte de céder le mât prévu pour son Imoca Les P'tits Doudous — payant là le même service que Goodchild lui a rendu deux ans auparavant, lorsqu'ils couraient en Ocean Fifty. En septembre, dans le Défi Azimut, Vulnerable se classe 1er des runs et 2e sur 19 des 48 Heures.

## Palmarès

### 2019:Advens for Cybersecurity– Thomas Ruyant
- 2019 :
  - 16e sur 21 dans les 48 Heures du Défi Azimut, en duo avec Antoine Koch[58]
  - 5e sur 29 Imoca dans la Transat Jacques-Vabre en duo avec Antoine Koch[21]

### 2020-2022:Linked Out– Thomas Ruyant
- 2020 :
  - 3e sur 20 de la Vendée-Arctique-Les Sables-d'Olonne[26]
  - 9e sur 17 dans les 48 Heures du Défi Azimut[29]
- 2021 :
  - 6e sur 33 du Vendée Globe 2020-2021, en 80 j 15 h 22 min 1 s[34]
  - 3e sur 5 Imoca dans The Ocean Race Europe, en équipage, skippé par Thomas Ruyant et Morgan Lagravière[36]
  - 3e sur 14 dans les 48 Heures du Défi Azimut, en duo avec Morgan Lagravière[37]
  - vainqueur sur 22 Imoca de la Transat Jacques-Vabre, en duo avec Morgan Lagravière[38]
- 2022 :
  - abandon sur la Guyader Bermudes 1000 Race
  - 3e sur 25 de la Vendée-Arctique[39]
  - 2e sur 24 des 48 Heures du Défi Azimut[40]
  - vainqueur sur 38 Imoca de la Route du Rhum[41]

### 2023:For The Planet– Sam Goodchild
- 3e sur 13 de la Guyader Bermudes 1000 Race[46]
- 3e sur 29 Imoca dans la Fastnet Race, en duo avec Antoine Koch[47]
- 3e sur 33 des 48 Heures du Défi Azimut-Lorient Agglomération en duo avec Thomas Ruyant[48]
- 3e sur 40 Imoca dans la Transat Jacques-Vabre, en duo avec Antoine Koch[49]
- 3e sur 32 du Retour à la Base[50]

### 2024-2025:Vulnerable– Sam Goodchild
- 2024 :
  - 2e sur 19 dans les 48 Heures du Défi Azimut[57]
- 2025 :
  - 9e sur 40 du Vendée Globe en 76 jours 2 h 1 min 45 s[59]